# Idioma ahtna
El idioma ahtna o ahtena es una lengua del grupo atabascano, que forma parte de la familia lingüística na-dené. Se encuentra en peligro de extinción, pues de acuerdo con el Ethnologue del Instituto Lingüístico de Verano (SIL International), en el año 2000 sólo había 35 hablantes de la lengua en el valle del río Copper, en Alaska (Estados Unidos). Este idioma es la lengua materna del pueblo ahtna, cuya población étnica era de aproximadamente 500 personas en 1995. Los miembros de las generaciones más jóvenes de esta nación han sustituido la lengua nativa por el idioma inglés.

## Comparación léxica
| Ahtna   | Tanacross | Alto Tanana | GLOSA           |
| ------- | --------- | ----------- | --------------- |
| udzih   | wudzih    | bedzeyh     | caribú          |
| ggax    | gah       | gwx         | conejo          |
| tsa'    | tsá'      | tso'        | castor          |
| dzen    | dzenh     | dzenh       | rata almizclada |
| niduuyi | niidûuy   | niduuy      | lince           |